# Rækkemotor-6
En 6-cylindret rækkemotor er en motor med 6 cylindre anbragt på række.
Denne motortype er i dag uhyre sjælden og bruges næsten kun af BMW og Volvo.
Volkswagen brugte den 6-cylindret række diesel i deres LT35 (kassevogn)
Volvo brugte Volkswagens 6-cylindrede rækkediesel i en luksusudgave af 244, som kørte som taxa med automatgear.
| Motor | Spire Denne artikel om motorer og motordele er en spire som bør udbygges. Du er velkommen til at hjælpe Wikipedia ved at udvide den. |